# Esenbeckia hieronymi
Esenbeckia hieronymi är en vinruteväxtart som beskrevs av Adolf Engler. Esenbeckia hieronymi ingår i släktet Esenbeckia och familjen vinruteväxter. Inga underarter finns listade i Catalogue of Life.